# Championnes de France de natation en bassin de 50 m du 400 m 4 nages
| Championnat | Lieu                             | Athlète                          | Naissance | Âge   | Club                                                             | Temps                          |
| ----------- | -------------------------------- | -------------------------------- | --------- | ----- | ---------------------------------------------------------------- | ------------------------------ |
| 1962 été    | Paris Georges-Vallerey           | Marie-Laure Gaillot              |           |       | Racing Club de France                                            | 6 min 03 s 5 RF                |
| 1963 hiver  | Marseille Piscine Vallier (25 m) | non disputé                      |           |       |                                                                  |                                |
| 1963 été    | Paris Georges-Vallerey           | Annie Vanacker                   |           |       | Enfants de Neptune de Tourcoing                                  | 5 min 55 s 3 RF                |
| 1964 hiver  | Marseille Piscine Vallier (25 m) | non disputé                      |           |       |                                                                  |                                |
| 1964 été    | Paris Georges-Vallerey           | Danièle Dorléans                 |           |       | Cercle des nageurs de Marseille                                  | 5 min 44 s 1 RF                |
| 1965 hiver  | Marseille Piscine Vallier (25 m) | non disputé                      |           |       |                                                                  |                                |
| 1965 été    | Paris Georges-Vallerey           | Danièle Dorléans                 |           |       | Cercle des nageurs de Marseille                                  | 5 min 41 s 6                   |
| 1966 hiver  | Le Mans (25 m)                   | Christine Caron                  |           |       | Racing Club de France                                            | 5 min 35 s 3                   |
| 1966 été    | Paris Georges-Vallerey           | Danièle Dorléans                 |           |       | Cercle des nageurs de Marseille                                  | 5 min 40 s 5                   |
| 1967 hiver  | Caen (25 m)                      | Michèle Prudhomme                |           |       | COS Saint-Dizier                                                 | 5 min 39 s 1                   |
| 1967 été    | Paris Georges-Vallerey           | Danièle Dorléans                 |           |       | Cercle des nageurs de Marseille                                  | 5 min 35 s 9 RF                |
| 1968 hiver  | Montreuil                        | Michèle Prudhomme                |           |       | COS Saint-Dizier                                                 | 5 min 40 s 2                   |
| 1968 été    | Paris Georges-Vallerey           | Marie-José Kersaudy              |           |       | CN Calédoniens                                                   | 5 min 34 s 6                   |
| 1969 hiver  | Toulouse                         | Jacqueline Noël                  |           |       | Cercle des nageurs de Marseille                                  | 5 min 49 s 8                   |
| 1969 été    | Paris Georges-Vallerey           | Jacqueline Noël                  |           |       | Cercle des nageurs de Marseille                                  | 5 min 45 s 7                   |
| 1970 hiver  | Aix-en-Provence                  | Martine Lichtenstein             |           |       | Lille Université Club                                            | 5 min 49 s 0                   |
| 1970 été    | Paris Georges-Vallerey           | Martine Lichtenstein             |           |       | Lille Université Club                                            | 5 min 35 s 8                   |
| 1971 hiver  | Montreuil                        | Sonia Bourlet                    |           |       | Mouettes de Valenciennes                                         | 5 min 39 s 8                   |
| 1971 été    | Paris Georges-Vallerey           | Sonia Bourlet                    |           |       | Mouettes de Valenciennes                                         | 5 min 39 s 2                   |
| 1972 hiver  | Rouen (25 m)                     | Martine Lichtenstein             |           |       | Lille Université Club                                            | 5 min 30 s 0                   |
| 1972 été    | Vittel                           | Dominique Amiand                 |           |       | Dauphins du TOEC                                                 | 5 min 31 s 3                   |
| 1973 hiver  | Paris Georges-Hermant            | Dominique Amiand                 |           |       | Dauphins du TOEC                                                 | 5 min 34 s 0                   |
| 1973 été    | Vittel                           | Dominique Amiand                 |           |       | Dauphins du TOEC                                                 | 5 min 27 s 20 RF               |
| 1974 hiver  | Bordeaux                         | Sylvie Marichal                  |           |       | Lille Université Club                                            | 5 min 31 s 83                  |
| 1974 été    | Paris Georges-Vallerey           | Caroline Carpentier              |           |       | Lille Université Club                                            | 5 min 23 s 50 RF               |
| 1975 hiver  | Troyes                           | Dominique Amiand                 |           |       | Dauphins du TOEC                                                 | 5 min 18 s 83 RF               |
| 1975 été    | Paris Georges-Vallerey           | Dominique Amiand                 |           |       | Dauphins du TOEC                                                 | 5 min 20 s 86                  |
| 1976 hiver  | Tarbes                           | Dominique Amiand                 |           |       | Dauphins du TOEC                                                 | 5 min 14 s 30 RF               |
| 1976 été    | Paris Georges-Vallerey           | Dominique Amiand                 |           |       | Dauphins du TOEC                                                 | 5 min 11 s 37 RF               |
| 1977 hiver  | Rennes                           | Sylvie Testuz                    |           |       | SFOC                                                             | 5 min 09 s 52 RF               |
| 1977 été    | Paris Georges-Vallerey           | Patricia Clug                    |           |       | Racing Club de France                                            | 5 min 06 s 25 RF               |
| 1978 hiver  | Lille                            | Elisabeth Beucher                |           |       | Enfants de Neptune de Tours                                      | 5 min 12 s 97                  |
| 1978 été    | Laval                            | Nelly Saqué                      |           |       | US Ivry                                                          | 5 min 05 s 30 RF               |
| 1979 hiver  | Nanterre                         | Sylvie Testuz                    |           |       | SFOC                                                             | 5 min 09 s 41                  |
| 1979 été    | Mulhouse                         | Patricia Clug                    |           |       | Racing Club de France                                            | 5 min 13 s 01                  |
| 1980 hiver  | Bordeaux                         | Corinne Buron                    |           |       | ASPTT Toulon                                                     | 5 min 09 s 64                  |
| 1980 été    | Brive-la-Gaillarde               | Corinne Buron                    |           |       | ASPTT Toulon                                                     | 5 min 09 s 12                  |
| 1981 hiver  | La Rochelle                      | Corinne Buron                    |           |       | ASPTT Toulon                                                     | 5 min 05 s 19 RF               |
| 1981 été    | Dunkerque                        | Corinne Buron                    |           |       | ASPTT Toulon                                                     | 5 min 06 s 62                  |
| 1982 hiver  | Toulouse                         | Isabelle Lefèvre                 |           |       | O Argentan                                                       | 5 min 07 s 81                  |
| 1982 été    | Megève                           | Fabienne Guil                    |           |       | Dinard ON                                                        | 5 min 13 s 82                  |
| 1983 hiver  | Tours                            | Isabelle Lefèvre                 |           |       | O Argentan                                                       | 5 min 03 s 56                  |
| 1983 été    | Bordeaux                         | Laurence Bensimon                |           |       | CS Clichy                                                        | 4 min 59 s 67 RF               |
| 1984 hiver  | Strasbourg                       | Marie-Pierre Wirth               |           |       | Mulhouse Olympic Natation                                        | 5 min 01 s 91                  |
| 1984 été    | Paris Georges-Vallerey           | Marie-Pierre Wirth               |           |       | Mulhouse Olympic Natation                                        | 5 min 01 s 17                  |
| 1985 hiver  | Aix-en-Provence                  | Christine Magnier                |           |       | Villeparisis Natation                                            | 4 min 59 s 46                  |
| 1985 été    | Dunkerque                        | Christine Magnier                |           |       | Villeparisis Natation                                            | 4 min 58 s 81                  |
| 1986 hiver  | Rennes                           | Christine Magnier                |           |       | Villeparisis Natation                                            | 4 min 51 s 61 RF               |
| 1986 été    | Millau                           | Christine Magnier                |           |       | Villeparisis Natation                                            | 4 min 52 s 94                  |
| 1987 hiver  | Mulhouse                         | Christine Magnier                |           |       | Villeparisis Natation                                            | 4 min 55 s 89                  |
| 1987 été    | Strasbourg                       | Christine Magnier                |           |       | Villeparisis Natation                                            | 4 min 53 s 91                  |
| 1988 hiver  | Vittel                           | Christine Magnier                |           |       | Villeparisis Natation                                            | 4 min 49 s 96 RF               |
| 1988 été    | Dunkerque                        | Christine Magnier                |           |       | Villeparisis Natation                                            | 4 min 50 s 29                  |
| 1989 hiver  | Forbach                          | Marie-Pierre Wirth               |           |       | Mulhouse Olympic Natation                                        | 4 min 56 s 42                  |
| 1989 été    | Paris Georges-Vallerey           | Christine Magnier                |           |       | Villeparisis Natation                                            | 4 min 56 s 51                  |
| 1990 hiver  | La Rochelle                      | Alexandra Angelo                 |           |       | CN Brive                                                         | 4 min 56 s 01                  |
| 1990 été    | Narbonne                         | Nathalie Saint-Cyr               |           |       | CN Saint-Germain-en-Laye                                         | 4 min 55 s 81                  |
| 1991 hiver  | Saint-Étienne                    | Céline Bonnet                    |           |       | Cercle des nageurs de Marseille                                  | 4 min 55 s 14                  |
| 1991 été    | Millau                           | Marie-Pierre Wirth               |           |       | Mulhouse Olympic Natation                                        | 4 min 57 s 89                  |
| 1992 hiver  | Dunkerque                        | Céline Bonnet                    |           |       | Cercle des nageurs de Marseille                                  | 4 min 53 s 37                  |
| 1992 été    | Mennecy                          | Alexandra Angelo                 |           |       | CN Brive                                                         | 4 min 52 s 72                  |
| 1993 hiver  | Mennecy                          | Nathalie Saint-Cyr               |           |       | Racing Club de France                                            | 4 min 54 s 68                  |
| 1993 été    | Paris Georges-Vallerey           | Tifenn Cessou                    |           |       | Cercle des Nageurs de Brest                                      | 4 min 57 s 99                  |
| 1994 hiver  | Lille                            | Nathalie Saint-Cyr               |           |       | Racing Club de France                                            | 4 min 55 s 10                  |
| 1994 été    | Aix-les-Bains                    | Nathalie Saint-Cyr               |           |       | Racing Club de France                                            | 4 min 58 s 44                  |
| 1995 hiver  | Mennecy                          | Nathalie Saint-Cyr               |           |       | Racing Club de France                                            | 4 min 55 s 33                  |
| 1995 été    | Canet-en-Roussillon              | Nathalie Saint-Cyr               |           |       | Racing Club de France                                            | 4 min 59 s 52                  |
| 1996 hiver  | Dunkerque                        | Nadège Cliton                    |           |       | Cercle des Nageurs de Melun-Dammarie                             | 4 min 55 s 38                  |
| 1996 été    | Montpellier                      | Nadège Cliton                    |           |       | Cercle des Nageurs de Melun-Dammarie                             | 4 min 56 s 38                  |
| 1997        | Mennecy                          | Nadège Cliton                    |           |       | Cercle des Nageurs de Melun-Dammarie                             | 4 min 50 s 31                  |
| 1998        | Amiens                           | Nadège Cliton                    |           |       | Cercle des Nageurs de Melun-Dammarie                             | 4 min 57 s 15                  |
| 1999        | Dunkerque                        | Marjorie Distel                  | 1977      | 22    | D Obernai                                                        | 4 min 56 s 04                  |
| 2000        | Rennes                           | Marjorie Distel                  | 1977      | 23    | D Obernai                                                        | 4 min 52 s 47                  |
| 2001        | Chamalières                      | Marjorie Distel                  | 1977      | 24    | Cercle des Nageurs de Melun-Dammarie                             | 4 min 50 s 98                  |
| 2002        | Chalon-sur-Saône                 | Jana Klotchkova Marion Perrotin  | 1982 1983 | 20 19 | Ukraine Mulhouse Olympic Natation                                | 4 min 45 s 43 4 min 47 s 13 RF |
| 2003        | Saint-Étienne                    | Béatrice Caslaru Céline Cartiaux | 1975 1979 | 28 18 | Cercle des Nageurs de Chalon-sur-Saône Amiens Métropole Natation | 4 min 44 s 53 4 min 52 s 54    |
| 2004        | Dunkerque                        | Rebecca Cooke Céline Cartiaux    | 1983 1979 | 21 25 | Royaume-Uni Amiens Métropole Natation                            | 4 min 48 s 19 4 min 51 s 79    |
| 2005        | Nancy                            | Cylia Vabre                      | 1984      | 21    | Montélimar Nautic Club                                           | 4 min 50 s 70                  |
| 2006        | Tours                            | Laure Manaudou                   | 1986      | 20    | Cercle des Nageurs de Melun-Val de Seine                         | 4 min 40 s 06 RF               |
| 2007        | Saint-Raphaël                    | Joanne Andraca                   | 1988      | 19    | AC Hyères                                                        | 4 min 42 s 84                  |
| 2008        | Dunkerque                        | Joanne Andraca Camille Muffat    | 1988 1989 | 20 19 | AC Hyères Olympic Nice Natation                                  | 4 min 38 s 23 RF               |
| 2009        | Montpellier                      | Lara Grangeon                    | 1991      | 18    | CN Calédoniens                                                   | 4 min 40 s 41                  |
| 2010        | Saint-Raphaël                    | Lara Grangeon                    | 1991      | 19    | Olympic Nice Natation                                            | 4 min 44 s 88                  |